# Tjärnen Sör På Kölen
Tjärnen Sör På Kölen är en sjö i Malung-Sälens kommun i Dalarna och ingår i Dalälvens huvudavrinningsområde.